# MAN Lion's Star
MAN Lion's Star — сімейство туристичних автобусів, що випускається німецьким виробником MAN AG.

## Перше покоління

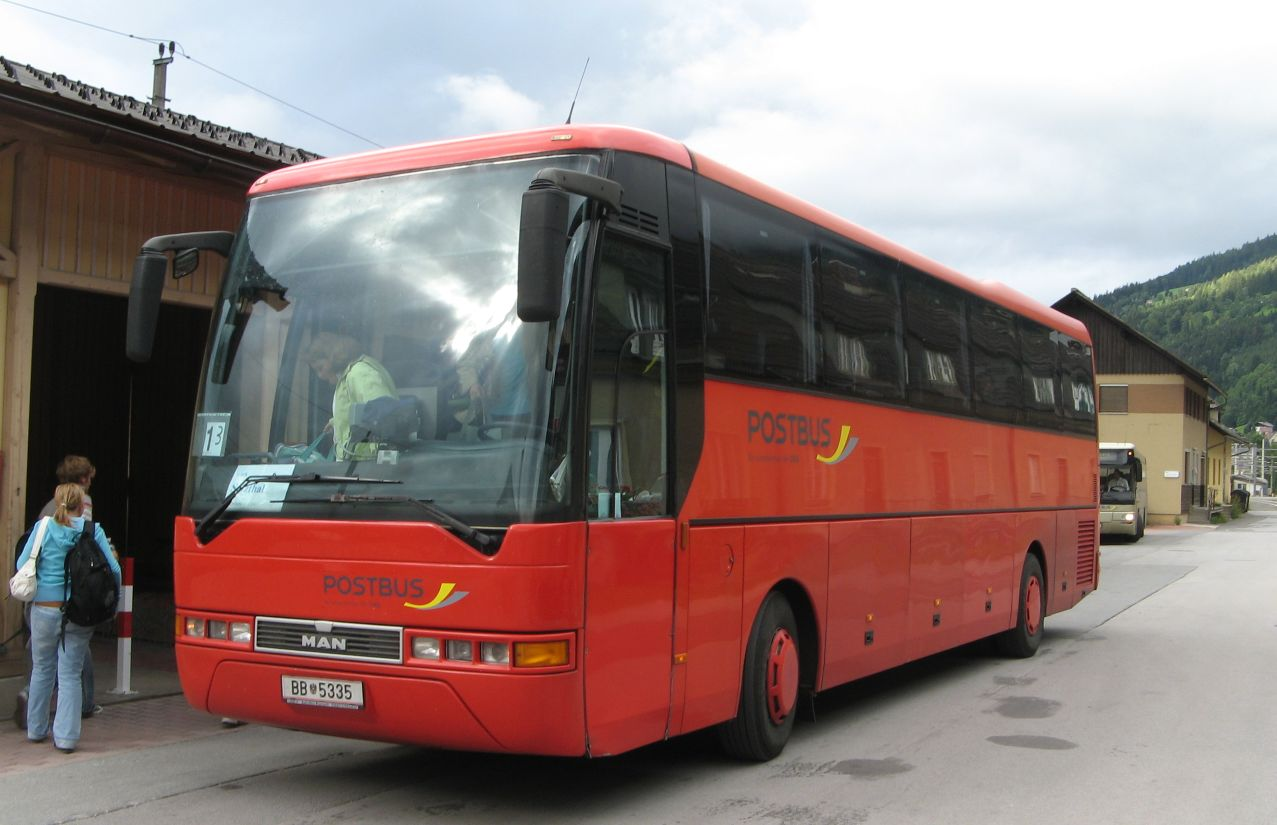
MAN Lion's Star (1994—1999)

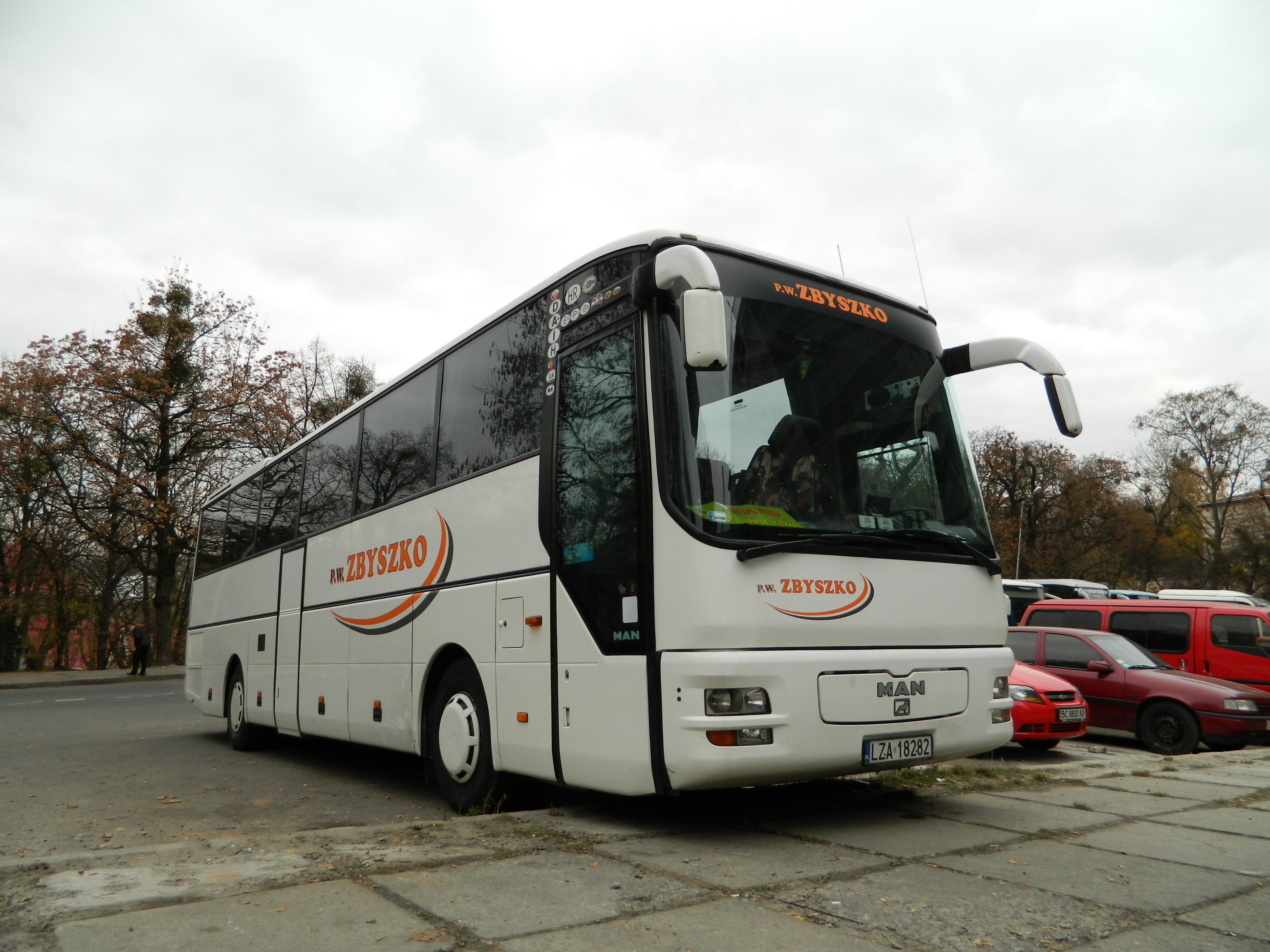
MAN Lion's Star (1999—2003)

Автобус MAN A03 Lion's Star представлений в 1994 році як заміна для MAN SR 362. Автобус доступний у двох різних варіантах довжини. Довша версія — трьохосна і називається Star L.
У 1999 році отримав оновлений дизайн передньої частини.

### Модифікації
Існують наступні модифікації Lion's Star: 
- MAN A03 Lion's Star FRH402
- MAN A03 Lion's Star FRH422
- MAN A03 Lion's Star RH403

## Друге покоління

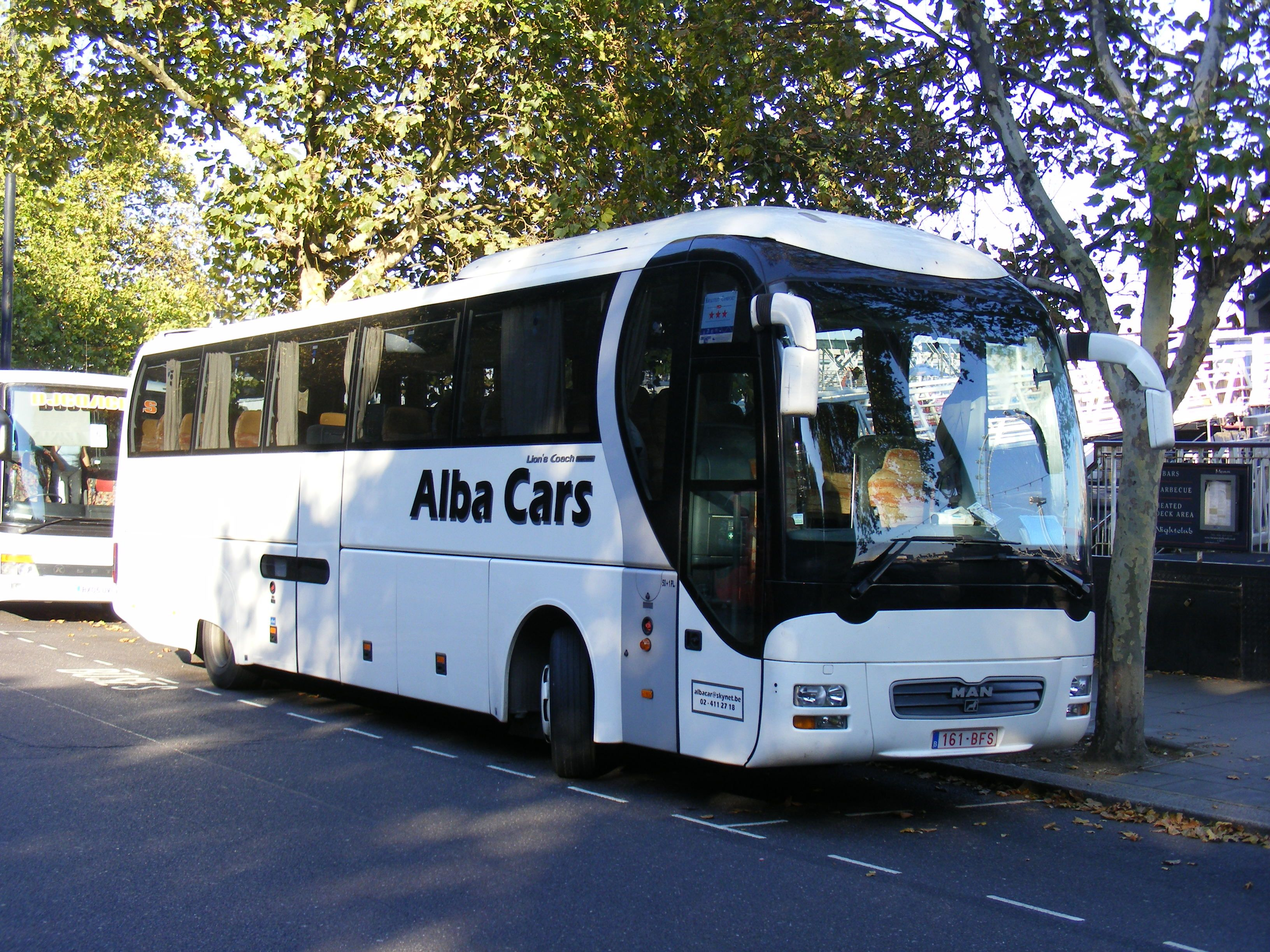
MAN Lion's Coach Supreme має вигляд ідентичний MAN Lion's Star

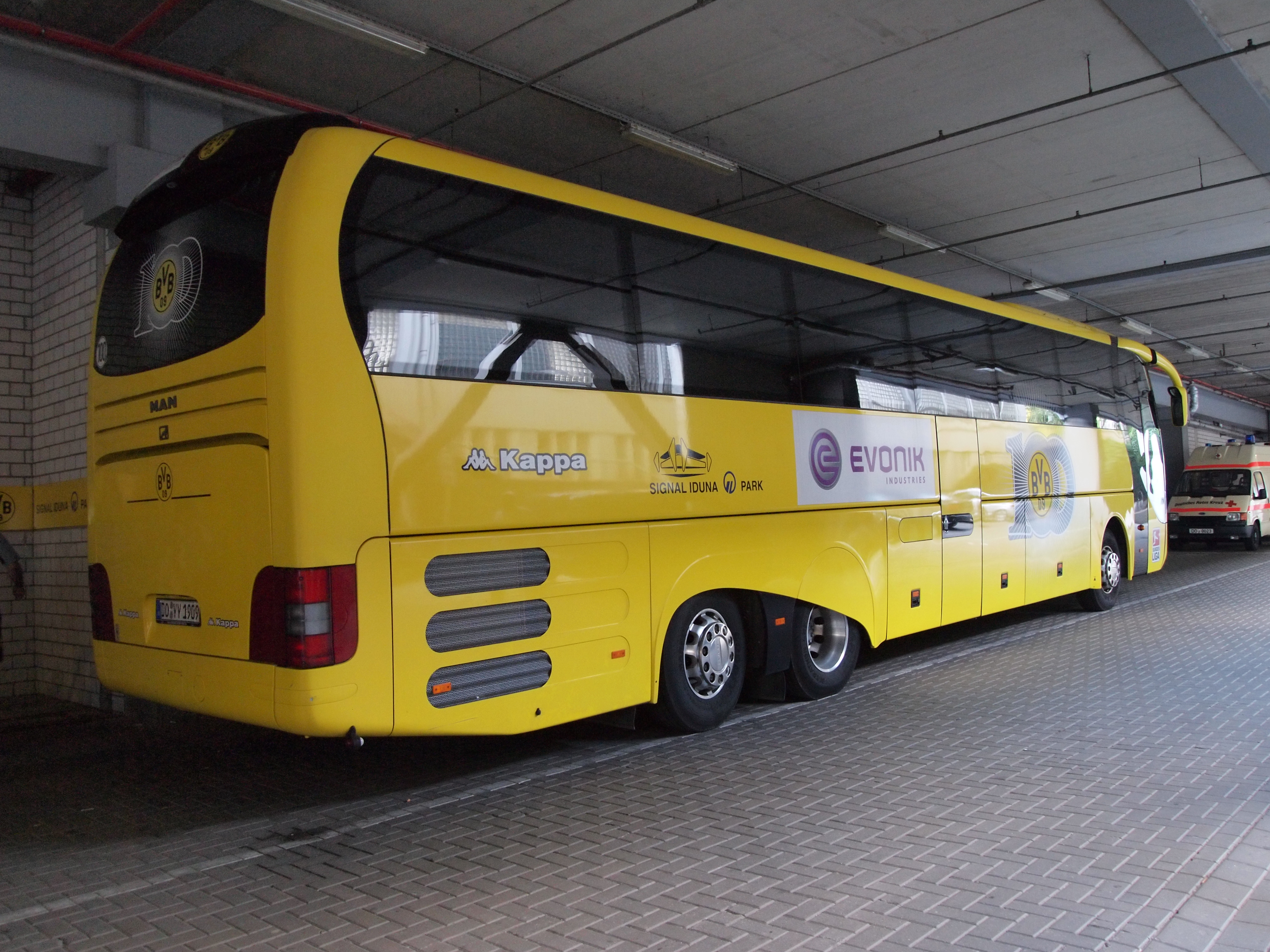
MAN Lion's Star

Друге покоління автобуса представлене в 2003 році. Новий Lion's Star R02/R03 не повторює дизайн свого попередника, а є повністю новою моделлю. Lion's Star отримав двигун Євро-3, досягнуто максимальний рівень шумоізоляції, застосована принципово нова система підтримки клімату в салоні, і повністю перероблено місце водія. Ще одне принципове нововведення, яке запозичене в фірми Irizar — переміщення кліматичної установки із задньої частини даху в передню. Це дозволило знизити загальну висоту лайнера і оптимізувати навантаження по осях.

### Модифікації
Існують наступні модифікації MAN Lion's Star:
- MAN R02 Lion's Star RHS414
- MAN R02 Lion's Star RHS464
- MAN R03 Lion's Top Star RHS414
- MAN R03 Lion's Top Star RHS464